# Match on card
La technologie Match-On-Card (MOC) est une technologie d'authentification biométrique sur carte à puce. Elle consiste à inscrire les empreintes digitales (ou leur gabarit, ou autre caractéristique corporelle) sur une carte à puce ou une clé USB, la carte étant débloquée à l'aide du doigt qui fonctionne comme code.

## Schéma explicatif
Le schéma suivant explique le mode de fonctionnement.

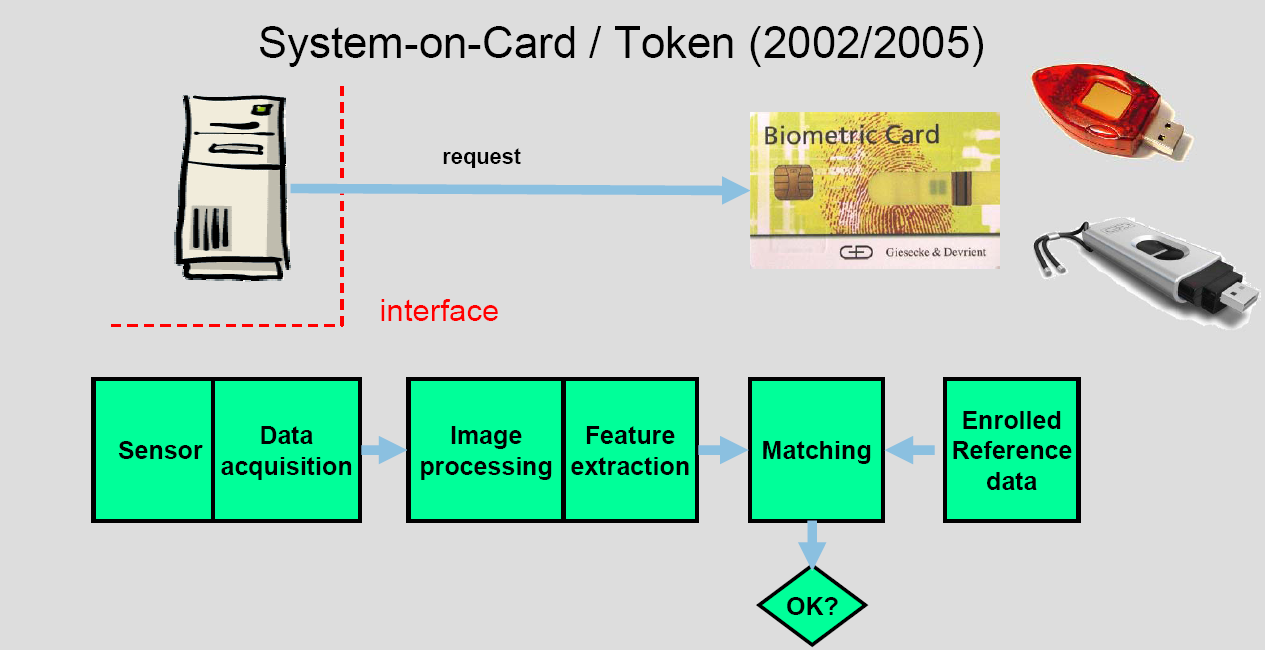
Match On Card

## Couplage avec d'autres systèmes

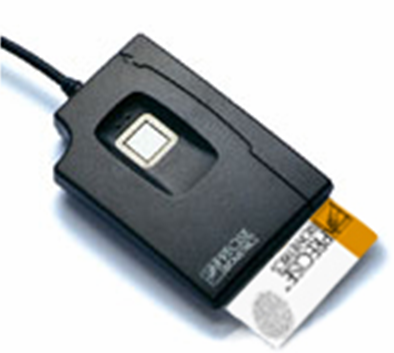
Exemple de lecteur MOC

En termes d'authentification, il est possible de coupler cette carte biométrique avec un composant de type cryptoprocesseur pour la gestion de certificat numérique X509. Nous avons alors un système d'authentification : une carte à puce ou une clé USB biométrique et son doigt comme PIN Code.